# Housatonic Railroad
De Housatonic Railroad (reporting mark HRRC) is een shortline in de Amerikaanse staat Connecticut. Aanvankelijk ging het bedrijf in 1983 van start als toeristenlijn, maar in 1989 startte men met goederenvervoer. De naam van de spoorwegmaatschappij is afkomstig van de oorspronkelijke Housatonic Railroad, die al in 1836 werd opgericht.

## 1836-1892: de Housatonic Railroad
In 1836 werd de Housatonic opgericht om de concurrentie aan te gaan met het Eriekanaal. Tussen Bridgeport (gelegen aan de Long Island Sound) en Massachusetts moest een spoorlijn komen die New York zou verbinden met noordelijke plaatsen als Albany. In 1845 werd de spoorlijn van de Western Railroad (een voorganger van de Boston & Albany Railroad) bereikt. Stoomschepen verzorgden de verbinding tussen Bridgeport en New York. Het doel van de Housatonic was hiermee min of meer bereikt: er konden goederen worden vervoerd van en naar New York via New England.
De verbinding leverde echter te weinig geld op om tussen Bridgeport en New York spoor aan te kunnen leggen. De New York and New Haven Railroad (een voorganger van de New York, New Haven and Hartford Railroad) slaagde hier in 1849 wel in en bood vervoerders dus een rechtstreekse spoorverbinding met New York. De concurrentie tussen beide maatschappijen werd hevig. In 1892 moest de Housatonic de strijd opgeven en werd het als de Berkshire Division een onderdeel van de New York, New Haven and Hartford Railroad (kortweg de New Haven genoemd).

## 1892-1969: de Berkshire Division
Het traject zag zowel goederen- als reizigerstreinen. In de zomer en de winter reden er tevens verschillende vakantietreinen om inwoners van New York naar de Berkshire Hills te brengen. In 1925 trok de New Haven de bovenleiding door van Norwalk (gelegen aan de geëlektrificeerde hoofdlijn van New Haven naar New York) naar Danbury, zodat forensentreinen in een keer Grand Central Terminal konden bereiken. Vanaf december 1946 werden de stoomtreinen op de Berkshire Division vervangen door diesels. De reizigersdienst op het traject zonder bovenleiding kwam in handen van RDC's; tussen Danbury en New York bleven elektrische treinen rijden. Met de introductie van de FL9 – een diesellocomotief die tevens gebruik kon maken van het derderailsysteem in New York – werd het echter in 1963 mogelijk om vanaf Pittsfield (Massachusetts) door te rijden naar New York: de overstap van diesel naar elektrisch in Danbury was dus niet meer nodig en de bovenleiding was overbodig geworden.

## 1969-1983: achteruitgang
Het reizigersvervoer was eind jaren 60 teruggebracht tot slechts weekenddiensten. Goederentreinen werden schaars. Toen in 1971 Amtrak van start ging, beëindigde Penn Central de reizigersdienst. De staat Connecticut kocht het traject ten zuiden van Danbury om forensentreinen te laten rijden. Conrail verzorgde tot 1983 deze treindienst; Metro-North Railroad nam daarna de exploitatie over. Dit bedrijf rijdt tot op de dag van vandaag reizigerstreinen tussen Danbury en New York.
De goederendienst werd in 1976 opgesplitst. Het zojuist opgerichte Conrail reed een lokale goederentrein op het zuidelijke deel van het traject tussen Danbury en Boardmans Bridge en nog een lokale goederentrein op het noordelijke gedeelte tussen Pittsfield (MA) en Canaan. Het middendeel - tussen Boardmans Bridge en Canaan – bleef ongebruikt. In 1980 kocht de Boston & Maine Railroad het noordelijke gedeelte; het ongebruikte middendeel van het traject ging in datzelfde jaar over naar de staat Connecticut.

## 1983-heden: een nieuwe Housatonic Railroad
In 1983 startte John Hanlon onder de naam Housatonic Railroad een toeristentrein met als basis het historische station van Canaan. Dit station was ooit het hoofdkwartier van de oorspronkelijke Housatonic en lag in de 19e eeuw op een kruising met de Central New England. De toeristentreinen reden zo'n 16 mijl naar het zuiden.
Een van de fabrieken langs het traject gaf aan interesse te hebben in spoorvervoer. De Housatonic besloot toen om naast de toeristentrein ook goederentreinen te gaan rijden. Eerst werd de rest van het traject tussen Canaan en New Milford opgeknapt en in april 1989 reed de Housatonic zijn eerste goederentrein naar New Milford, waar de wagens met Conrail werden uitgewisseld. In 1991 kocht Hanlon het traject van Canaan naar Pittsfield, tot dan toe een zieltogend lijntje van spoorbedrijf Guilford (de opvolger van de Boston & Maine). Een jaar later nam hij het resterende gedeelte tot Danbury over van Conrail. Hierbij kreeg hij ook de oude lijn van Danbury richting het westen in handen (dit betreft een gedeelte van de voormalige New Haven-spoorlijn van en naar Maybrook, waar ooit uitwisseling van goederenwagens plaatsvond met onder andere de Erie Railroad), maar dit traject werd later verkocht aan Metro-North.
De toeristentreinen verdwenen in 1993 en de Housatonic concentreerde zich volledig op het goederenvervoer. Over het gehele traject rijden goederentreinen. In het noorden worden wagens uitgewisseld met CSX. In het zuiden heeft de Providence & Worchester trackage rights over een gedeelte van de Housatonic. Als trekkracht worden tweedehands locomotieven gebruikt.
De Housatonic genereert vervoer door actief op zoek te gaan naar nieuwe mogelijkheden. Door goede locaties langs het spoor aan te bieden worden bedrijven aangetrokken die vervolgens spoorvervoer opleveren. Ook startte de Housatonic zelf enkele bedrijven op, zoals een houtoverslag van spoor naar vrachtwagen en een overslagpunt voor bulkgoederen als plastics en meelproducten.